# 新加坡人口白皮书
新加坡人口白皮书（英語：A Sustainable Population for a Dynamic Singapore: Population White Paper），或简称为Population White Paper （PWP），是一本由新加坡政府于2013年1月发布的人口白皮书。此白皮书引来相当多的争议，主要原因是白皮书内提及新加坡于2030年的人口预计会激增至约690万人（當時為530萬人）。

## 内容
白皮书的主要内容是政府预计从2013年起，每年新加坡人口将增加约10万人。这也就意味着2030年间，新加坡总人口会比现有人口增加约130-150万人。由于新加坡的出生率年年滑落，白皮书也建议每年需要增加3万名永久居民以及2.5万名新移民来维持新加坡整体人就业人口数量。
白皮书也提到了政府现有的移民政策（包括引进新移民与外来劳工）能使新加坡国民得到更好的工作机会，也有利于本土企业的增长。
白皮书也提出了额外鼓励新加坡国民结婚生子的政策以便提升整体出生率。新加坡国会以77票赞成，13票反对（9名反对党议员与3名管委议员）通过了议案，支持人口白皮书。国会在通过白皮书前对内容做了一些更改，把移民政策部分删掉，并且强调发展基础设施以及交通网络的重要性。

## 反应
2013年2月，新加坡总理李显龙在国会寻求议员支持白皮书的谈话中回應提到，他本人预计于2030年，人口仍会将会远远低于白皮书所描述的690万人的目標。但个人又认为如果只達到6百万，這樣的人口是不足以抵消滑落的出生率的危害。这是值得担心的，因为就业人口会下滑，因此税收无法支持益老化的人口所需的开支（例如医疗等）。
新加坡几个最大的反对党（如工人黨与新加坡民主党）则不苟同李总理的看法。这些政党认为白皮书的最终目标確實是要把新加坡人口增加至690万人，因此强烈反对白皮书。国民也纷纷反对白皮书，并且大多感到愤怒以及惊讶。这也因而引发了新加坡有史以来最大型的公开示威。

## 批评
许多新加坡人认为政府的人口与移民政策使得交通系统可靠度下滑，家园变得更拥挤。国人也认为房屋价格也水涨船高，薪金也随着下滑都与该政策有关。大量涌入的新移民也加大了国人就职时的竞争（尤其是专业人士、经理、高管和技术人员职位）。移民也与国人争夺教育机会，带来了许多社会问题以及贫富差距扩大的担忧。学者则批评人口白皮书为“过于机制性，并不是建立于稳当的经济基础上。也十分惊讶政府在政治与社会多层面都没好好考量白皮书的影响，做法显得过于肤浅”。2015年新加坡大選时，人口白皮书成为热门议题。

## 备注
1. ^ 学者使用英语发言，这是翻译版本。原文如下“overly mechanistic, economically simplistic and astonishingly sociologically and politically naive”。